# Pilsbryspira melchersi
Pilsbryspira melchersi é uma espécie de gastrópode do gênero Pilsbryspira, pertencente a família Pseudomelatomidae.